# Кулик, Михаил Романович
Михаил Романович Кулик (13 февраля 1917 года, село Деревецкое, Екатеринославская губерния — 24 сентября 1994 года) — мастер паточного производства Бесланского маисового комбината Министерства пищевой промышленности РСФСР, Северо-Осетинская АССР, Герой Социалистического Труда (1966).

## Биография
Родился в 1917 году в крестьянской семье в селе Деревецкое Екатеринославской губернии. Вместе с родителями переехал в Северную Осетию, где стал проживать в Беслане. С 1934 года трудился на Беслановском маисовом комбинате. В 1941 году был призван в Красную Армию. Служил в Забайкальском военном округе, с 1943 года воевал в составе Брянского и Прибалтийского фронтов. В 1944 году был отправлен на обучение в Томское артиллерийское училище, которое закончил в 1945 году в звании младшего офицера.
После демобилизации возвратился в Беслан, где продолжил работать оператором-аппаратчиком на Беслановском маисовом комбинате.
За выдающиеся трудовые достижения указом Президиума Верховного Совета СССР от 21 июля 1966 года удостоен звания Героя Социалистического Труда с вручением ордена Ленина и золотой медали «Серп и Молот».
В 1977 году вышел на пенсию. Скончался в 1994 году.

## Награды
- Герой Социалистического Труда (1966);
- Орден Красной Звезды[2]